# Glogovo, Loveci
Glogovo (în bulgară Глогово) este un sat în comuna Teteven, regiunea Loveci,  Bulgaria. 

## Demografie
Componența etnică a satului Glogovo
     Nicio identificare (12,14%)
     Bulgari (67,39%)
     Altele (20,46%)
La recensământul din 2011, populația satului Glogovo era de 1.647 locuitori. Din punct de vedere etnic, majoritatea locuitorilor (67,39%) erau bulgari. Pentru 12,14% din locuitori nu este cunoscută apartenența etnică.